# Much Apu About Nothing
«Much Apu About Nothing» (с англ. — «Много Апу из ничего») — двадцать третий эпизод седьмого сезона мультсериала «Симпсоны». Впервые вышел в эфир 5 мая 1996 года.

## Сюжет
Эпизод начинается с того, как в Спрингфилд забредает бурый медведь и, несмотря на свой спокойный характер, до смерти пугает мирных горожан. Горожане под предводительством Гомера идут в мэрию и требуют, чтобы Спрингфилд впредь был защищен от медведей. Мэр Куимби формирует Медвежий патруль, однако требует платить за него налог в пять долларов, что тоже возмущает спрингфилдцев. Чтобы успокоить их, мэр говорит, что высокие налоги — следствие нелегальной иммиграции, и предлагает принять «поправку 24» за то, чтобы депортировать из Америки всех нелегалов.
Гомер охотно принимает поправку и хочет порадовать Апу, но узнает, что Апу — тоже нелегальный иммигрант, и если поправку примут, ему тоже придется покинуть Америку. Апу вынужденно идет к Жирному Тони и покупает у него фальшивые документы на Американское гражданство. Тони советует ему вести себя по-американски, поэтому Апу украшает свой магазин в американском стиле и ведёт себя соответственно по-американски. Но очень быстро он понимает, что так он только позорит свой народ, и рвет свои фальшивые документы, потому что хочет остаться в США законным путём.
Гомер клянется, что он и его семья помогут Апу. Лиза узнает, что Апу не будет депортирован, если тот сдаст тест на гражданство. Гомер обещает обучить Апу, но учит его плохо. Во время теста Апу от усталости забывает, чему его обучил Гомер, благодаря чему сдает на «отлично». На поздравительной вечеринке Гомер произносит речь о том, как ужасно быть депортированными, и призывает всех горожан(а это означает 5% голосов, а это значит что поправка принята, на 95%) голосовать против поправки, благодаря чему все иммигранты остаются в Спрингфилде (кроме садовника Вилли, оставшегося на корабле для депортации).

## Производство
Автором сценария стал Дэвид Коэн, а режиссёром — Сьюзи Диттер. Для озвучивания Жирного Тони был приглашён Джо Мантенья. Эпизод большей частью был вдохновлён новостными репортажами о медведях, разгуливающих по улицам городов Южной Калифорнии. По словам Коэна, новости о медведях, плавающих в чьих-либо бассейнах или копающихся в чьих-то мусорках, быстро набирают популярность в Калифорнии. Тогдашний шоураннер «Симпсонов», Билл Окли, отметил, что подобные новости часто вызывают «антимедвежью истерию», которая также стала источником вдохновения для создания эпизода.
Другим источником вдохновения стала калифорнийская «поправка 187», предлагающая снижение прав и льгот нелегальным иммигрантам. Коэн решил дать поправке номер 24 — именно под этим номером он выступал в Little League Baseball. Он прокомментировал эпизод так: «основная тема эпизода — нелегальная иммиграция и антииммиграционные настроения, которые являются большой проблемой здесь, в Калифорнии. Так что и интродукция с медведем, и основная тема были взяты из калифорнийских новостей».
Итоговый вариант серии не сильно отличается от первого наброска Коэна. По словам Окли, некоторые сценарии переписываются по многу раз, но Коэн «не переписывает их так часто, потому что они изначально очень хороши». Окли добавил, что Коэн обладает очень характерным чувством юмора, и в эпизоде есть определённые шутки, которые «просто звучат как Коэн».
Иногда Окли и его партнёр, Джош Вайнштейн, пока они были шоураннерами «Симпсонов», задумывались над тем, чтобы раскрыть некоторых второстепенных персонажей — таких, как Апу — «немного глубже». В этом эпизоде было показано происхождение Апу, и Окли гордится тем, что именно он был тем, кто предложил это. Другим персонажем, «раскрытым глубже» в их времена, стал Нед Фландерс в серии «Hurricane Neddy».

## Отсылки
Название эпизода является отсылкой на пьесу Уильяма Шекспира «Много шума из ничего», хотя изначально серию планировали назвать «The Anti-Immigrant Song» с отсылкой на песню Led Zeppelin, «Immigrant Song». Знак, который держит в руках протестующий, гласит: «Единственный хороший иностранец — это Род Стюарт!» — что является очевидной отсылкой на британского певца. В протестующей толпе можно мимолётом увидеть Брэда Бёрда, американского режиссёра, в том числе работающего и над «Симпсонами».

## Критика
Рейтинг Нильсена «Much Apu About Nothing» — 8,2. По этому показателю среди транслирующихся на той же неделе сериалов «Симпсоны» заняли 4 место после «Секретных материалов», «Беверли-Хиллз, 90210» и «Мелроуз-Плейс».
После выхода в эфир эпизод получил в основном положительные оценки телевизионных критиков. Колин Якобс из DVD Movie Guide высоко оценил эпизод, сказав, что «если какой-то сериал и выбрал более оригинальный способ рассказать о ксенофобии, то я его точно не видел». Он похвалил сцены с медведем, которые считает самой «занимательной» частью эпизода. Далее в рецензии он пишет: «часть с иммигрантами также хороша, особенно с учётом того, как ловко она излагает свою точку зрения. Добавьте к этому уморительное звучание „Американского Апу“ — и получите очень сильную программу». Йеннифер Мальковски из DVD Verdict считает, что лучшей частью эпизода является сцена, в которой Гомер пытается обучить Апу американской истории. Она дала эпизоду оценку B+. Авторы книги «I Can’t Believe It’s a Bigger and Better Updated Unofficial Simpsons Guide», Варрен Мартин и Адриан Вуд, пишут: «это один из наиболее окровенных и, конечно, злобных эпизодов, являющийся успешной сатирой на попытку выставить иммигрантов козлами отпущения. Гомер ещё никогда не был настолько пугающе тупым, хотя он и выступал с зажигательно либеральной речью». Создатель «Симпсонов», Мэтт Грейнинг, ставит эпизод на третье место в списке своих любимых эпизодов шоу. Серия, однако, подверглась критике со стороны Дейва Фостера из DVD Times. Он считает «Much Apu About Nothing» одним из самых скучных эпизодов сезона, «большей частью потому, что Апу недостаточно сильный персонаж, чтобы фокусировать на нём целый эпизод, вне зависимости от того, насколько сценарист Дэвид Коэн его проработал». Фостер также отметил, что эпизод поднимает политическую проблему, которую сложно объяснить за 20 минут, а потому она поднимается и закрывается довольно бессистемно.
В эпизоде, после создания Медвежьего патруля, количество видимых медведей падает до нуля, поэтому Гомер заключает, что патруль выполняет свою работу хорошо. Лиза пытается указать Гомеру на логическую ошибку на примере тигроотталкивающей скалы, но он пропускает объяснение мимо ушей. Скотт Энтони из Harvard Business Review описывает эту сцену как «классический пример логической ошибки», а конкретно — заблуждения о том, что корреляция означает причинность. Майк Моффатт также называет эту сцену «лучшей дискуссией об ошибочных рассуждениях всех времён».

## Культурное влияние
Эпизод использовался в качестве учебного материала на социологических курсах в Калифорнийском университете в Беркли для «изучания проблем создания и восприятия культурных объектов, в данном случае — сатирического мультипликационного шоу». Вопросы, рассмотренные на курсах, включали: «Какие аспекты американского общества рассматривались в эпизоде? Какие аспекты использовались для передачи мнения? Как передавалась сатира: через язык? Рисовку? Музыку? Не противоречит ли поведение каждого персонажа с его/её характером, разрабатываемом годами? Можем ли мы определить элементы исторического или политического контекста, которые сценаристы пытались сатиризировать? В чём разница между сатирой и пародией?».